# Huo Yi
En aquest nom xinès, el cognom és Huo (霍).
Huo Yi va ser un oficial militar del Regne de Shu durant el període dels Tres Regnes de la Xina. Després que Huo Yi sentí de la victòria de Deng Ai sobre la capital de Shu, Cheng Du, Huo Yi es va vestir de dol i va començar a plorar. Huo Yi va plorar tot i que sabia que era inevitable que el regne de Shu prosperara amb la gran ineptitud de Liu Shan. Huo Yi, això no obstant, encara va continuar resistint a les forces de Wei a Jiang Ning. Després de garantir la seguretat de Liu Shan va acabar lliurant la ciutat al setge.

## Família
- Pare
  - Huo Jun (霍峻)